# Economisire

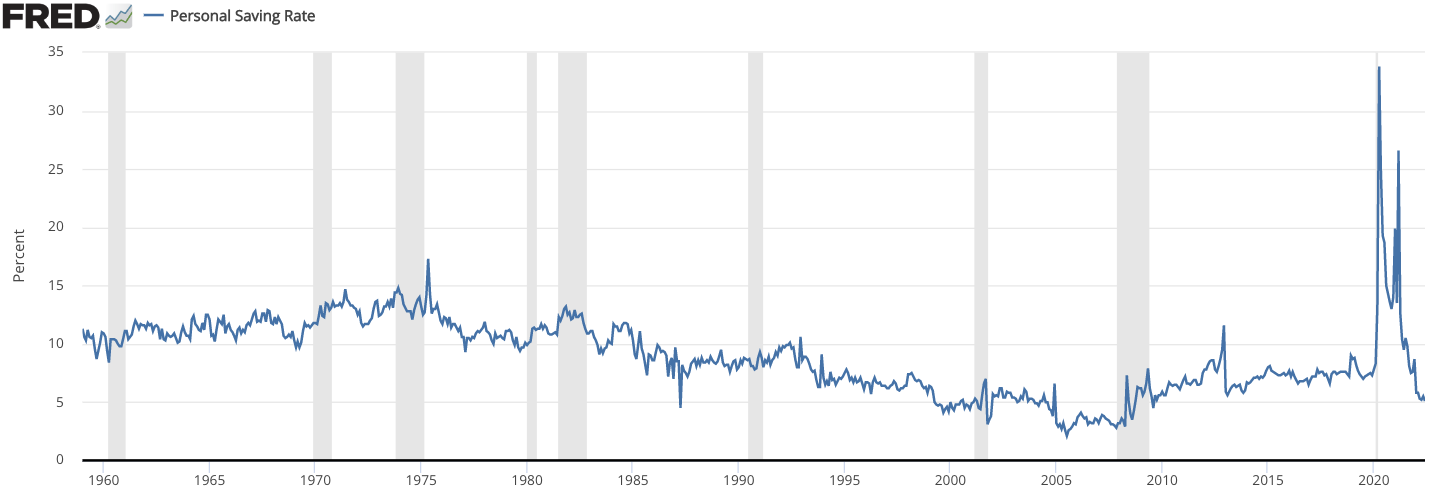
Economisirea personală ca procent din venitul disponibil în SUA (1960 - 2022). Creșterea din 2020 reflectă impactul pandemiei COVID-19 asupra comportamentului de economisire.

Economisirea reprezintă venitul neutilizat sau consumul amânat. În economie, termenul are o semnificație mai largă, referindu-se la orice venit care nu este folosit pentru consum imediat. Economisirea poate implica și reducerea cheltuielilor, precum cele recurente.
Metodele de economisire includ plasarea fondurilor într-un cont de economii, un cont de pensii, un fond de investiții sau păstrarea acestora sub formă de numerar. În finanțele personale, economisirea se referă de obicei la protejarea fondurilor cu risc scăzut, cum ar fi într-un cont de economii, comparativ cu investițiile, unde riscurile sunt mult mai mari. Economisirea nu implică automat acumularea de dobândă.
„Economisirea” și „economiile” sunt concepte distincte. Economisirea se referă la acțiunea de amânare a consumului, în timp ce economiile desemnează fondurile acumulate, fie prin reducerea cheltuielilor, fie sub formă de numerar sau alte active. Economisirea este un proces continuu, reprezentând o variabilă de flux, în timp ce economiile sunt resursele disponibile la un moment dat, fiind o variabilă de stoc. Această diferență este adesea neclară și chiar economiștii sau investitorii profesioniști folosesc uneori termenul „economii” în loc de „economisire”.
În diferite contexte, pot exista nuanțe subtile în ceea ce privește ce este considerat economisire. De exemplu, partea din venitul unei persoane alocată rambursării principalului unui credit ipotecar nu este destinată consumului curent și, conform definiției economisirii, poate fi considerată astfel, chiar dacă rambursarea unui împrumut nu este percepută frecvent ca fiind o formă de economisire. Totuși, în cadrul măsurătorilor economice din SUA, legate de produsul intern brut (PIB), precum veniturile naționale și conturile de venituri și cheltuieli, plățile dobânzilor personale nu sunt tratate ca „economisire” decât dacă instituțiile sau persoanele care le primesc le economisesc efectiv.
Economisirea este strâns legată de investiția în capital fix, deoarece aceasta din urmă este finanțată din fonduri economisite. Neutilizarea veniturilor pentru consumul de bunuri și servicii permite alocarea resurselor către investiții, ceea ce contribuie la formarea de capital fix, cum ar fi uzinele și echipamentele. Astfel, economisirea este esențială pentru creșterea stocului de capital disponibil, susținând dezvoltarea economică.
Cu toate acestea, o creștere a economisirii nu se traduce întotdeauna într-o creștere a investițiilor. Dacă economiile nu sunt plasate la un intermediar financiar, cum ar fi o bancă, nu există posibilitatea ca acestea să fie canalizate în investiții de către întreprinderi. În acest caz, economisirea poate crește fără a se reflecta într-o creștere a investițiilor, ceea ce poate duce la o scădere a cererii agregate (acumularea de stocuri, reducerea producției, a locurilor de muncă și a veniturilor, și, în final, la o recesiune) în loc de creștere economică. Pe termen scurt, dacă economisirea este mai mică decât investițiile, aceasta poate stimula cererea agregată și provoca un boom economic. Pe termen lung, însă, dacă economisirea rămâne sub nivelul investițiilor, acest dezechilibru va duce în cele din urmă la scăderea investițiilor și la o încetinire a creșterii economice viitoare. Dezvoltarea economică viitoare este posibilă doar prin restrângerea consumului prezent pentru a stimula investițiile. Totuși, economiile care nu sunt depuse la un intermediar financiar devin, de facto, un împrumut fără dobândă oferit guvernului sau băncii centrale, care poate reutiliza aceste fonduri.
Politicile monetare și fiscale pot influența în mod semnificativ relația dintre economisire și investiții. Politica monetară poate afecta disponibilitatea creditului și costul acestuia, influențând astfel deciziile de economisire și investiție. De exemplu, ratele dobânzilor mai mici pot încuraja economisirea și investițiile, în timp ce ratele dobânzilor mai mari pot descuraja împrumuturile și investițiile. În mod similar, politica fiscală poate influența economisirea prin modificarea impozitelor și a cheltuielilor guvernamentale. Stimulentul fiscal, cum ar fi reducerile de impozite sau cheltuielile publice, poate crește cererea agregată și, prin urmare, poate influența economisirea și investițiile. În acest fel, politicile economice pot juca un rol crucial în echilibrarea economisirii și investițiilor, afectând direct creșterea economică și stabilitatea economică.
Într-o economie agricolă primitivă, economiile ar putea lua forma păstrării celei mai bune recolte de porumb pentru sămânță, necesară pentru sezonul următor de plantare. Dacă întreaga recoltă ar fi consumată, economia ar reveni la vânătoare și cules în sezonul următor.

## Ratele dobânzilor
Economia clasică postulează că ratele dobânzilor se ajustează pentru a echilibra economisirea și investiția, prevenind acumularea de stocuri excesive (supraproducție generală). În cadrul acestui model, o creștere a economisirii conduce la scăderea ratelor dobânzilor, stimulând astfel investițiile, ceea ce asigură că investiția este întotdeauna egală cu economisirea.
În contrast, John Maynard Keynes a susținut că economisirea și investiția sunt relativ inelastice în raport cu ratele dobânzilor, ceea ce înseamnă că modificările în ratele dobânzilor au un impact redus asupra nivelurilor de economisire și investiție. Potrivit teoriei keynesiene, ajustările semnificative ale ratei dobânzii sunt necesare pentru a restabili echilibrul între economisire și investiție după modificarea uneia dintre aceste variabile. Keynes a subliniat că cererea și oferta de bani determină ratele dobânzilor pe termen scurt, iar economisirea poate depăși investiția pentru o perioadă extinsă, ceea ce poate duce la acumularea de stocuri și, ulterior, la o recesiune economică.

## Economisirea în finanțele personale
În domeniul finanțelor personale, economisirea se referă la păstrarea banilor pentru utilizare ulterioară, de obicei într-un cont de economii cu dobândă. Aceasta poate include constituirea unui fond de urgență, realizarea unor achiziții importante (cum ar fi o mașină, o casă sau o vacanță) sau acoperirea unor obligații financiare (precum cheltuieli legate de copii, impozite etc.).
Banii alocați pentru achiziționarea de acțiuni, plasarea într-un fond de investiții sau achiziția de active cu risc de capital sunt considerați investiții. Exemple de investiții cu risc scăzut includ conturile de economii și certificatele de depozit (CD-uri), în timp ce investițiile cu risc ridicat pot include acțiunile și fondurile mutuale. Această distincție este crucială deoarece investițiile implică riscuri care pot duce la pierderi de capital, spre deosebire de economiile în numerar, care sunt de obicei considerate a avea un risc minim. În România, toate băncile trebuie să fie asigurate de Fondul de Garantare a Depozitelor Bancare (FGDB), care protejează depozitele până la 100.000 EUR per deponent, per bancă asigurată. În situații extreme, cum ar fi în timpul Marii Crize, falimentul unei bănci ar fi putut duce la pierderea depozitelor; cu toate acestea, spre deosebire de acea perioadă, fonduri de garantare echivalente, cum ar fi FDIC în SUA, au intervenit pentru a preveni astfel de pierderi.
Adesea, termenii „economisire” și „investiție” sunt utilizați interschimbabil. De exemplu, unele conturi de depozit sunt promovate ca „conturi de investiții” de către bănci în scopuri de marketing, chiar dacă acestea nu implică riscuri de capital. În general, dacă banii sunt „investiți” într-un cont de numerar, ei sunt considerați economii. Dacă banii sunt folosiți pentru achiziția unui activ care se așteaptă să crească în valoare în timp, dar care poate fluctua, atunci este vorba de o investiție. Înțelegerea diferenței dintre economisire și investiție este esențială pentru a face alegeri financiare informate.

## Economisirea în contextul economic
În economie, economisirea se definește ca venitul disponibil, adică venitul după impozitare minus consumul curent. Fracția din venitul disponibil care este economisită se numește înclinație medie de a economisi, iar fracția din creșterea venitului disponibil care este economisită se numește înclinație marginală de a economisi. Rata economisirii este influențată de nivelul general al ratelor dobânzilor și reflectă încrederea consumatorilor și sănătatea economică. Piețele financiare echilibrează suma economiilor personale, excedentele bugetare și exporturile nete, direcționându-le spre investiții fizice, cum ar fi construcția de infrastructură și achiziția de echipamente, contribuind astfel la creșterea economică. Diferențele în rata economisirii între economii pot afecta fluxurile de capital și stabilitatea piețelor financiare globale.